# Xiaobao Zheng
Xiaobao (Sky) Zheng (circa 1995/1996) is een Surinaams politicus. Hij is sinds 2025 lid van De Nationale Assemblée.

## Biografie
Xiaobao Zheng is geboren in Suriname en wordt door zijn omgeving Sky genoemd. In zijn omgeving was politiek een veel voorkomend gespreksonderwerp. Zijn familie speelt een prominente rol in de Chinees-Surinaamse gemeenschap. Hij ging voor studie naar de Verenigde Staten, waar hij zijn bachelor in bedrijfsadministratie behaalde aan de University of South Carolina en zijn master in financiën aan de University of Texas.
Zijn familie werkt meer dan twintig jaar samen met Paul Somohardjo van de Javaans-Surinaamse partij Pertjajah Luhur (PL). Diens woorden dat de PL het politieke thuis is voor alle Surinamers zou zijn, spraken al op jonge leeftijd aan. Zijn politieke aspiraties ontwaakten verder in 2016, toen hij nog studeerde in de VS. Toen hij in 2018 afstudeerde, moedigden zijn vader en Somohardjo hem aan om terug te keren naar zijn geboorteland. Hij werd geraakt door de woorden: "Als je ambitie hebt en een hart voor Suriname, dan is dit het moment." Bij terugkeer kreeg hij werk bij de overheid. Rond 2018/2019 trad hij toe tot het hoofdbestuur van PL. Ook zette hij zich in voor de politieke campagne van 2020.
Zijn politieke voorbeelden zijn, naast Somohardjo, de eerste premier van Singapore Lee Kuan Yew, de hervormingsgezinde Chinese staatsman Deng Xiaoping en de Amerikaanse president Barak Obama. Zijn belangrijkste politieke doelen zijn meer veiligheid via preventieve maatregelen, opbouw van het midden- en kleinbedrijf als belangrijkste economische factor en een omvangrijke infrastructuurrevolutie.
Toen partijleider Bronto Somohardjo in oktober 2024 ontslag nam als minister van Binnenlandse Zaken, na een verstoorde werkrelatie met vicepresident Ronnie Brunswijk,  schoof de PL 25 kandidaten naar voren als opvolger, onder wie Zheng. De president en vicepresident verkozen echter geen lid van de PL, maar Delano Landvreugd, een partijgenoot van Brunswijk (ABOP).
Zheng deed voor de PL mee aan de verkiezingen van 2025 op plaats 3. Hij werd niet direct verkozen, maar werd op 28 juli 2025 lid van DNA nadat er zetels vrijkwamen door de vorming van het nieuwe kabinet.